# ارنی کراوفورد
ارنی کراوفورد (انگلیسی: Ernie Crawford; ۱۷ نوامبر ۱۸۹۱ – ۱۲ ژانویهٔ ۱۹۵۹) بازیکن فوتبال و راگبی ۱۵ نفره اهل ایرلند بود.